# Klaus Roth
Pour les articles homonymes, voir Roth.
Klaus Friedrich Roth est un mathématicien britannique né le 29 octobre 1925 à Breslau (Basse-Silésie) et mort le 10 novembre 2015  à Inverness (Écosse).
Il est connu pour son travail sur l'approximation diophantienne, le grand crible (en) et les suites équidistribuées.

## Biographie
Il est né en 1925 à Breslau (ville allemande à l'époque) dans une famille juive, mais a grandi et fait ses études au Royaume-Uni. Il a reçu un BA de Peterhouse en 1945 puis un master en 1948 à l'University College de Londres, où il a commencé à enseigner et a soutenu, en 1950, une thèse dirigée par Theodor Estermann.
Son résultat le plus connu, appelé souvent le « théorème de Thue-Siegel-Roth », mais aussi parfois le théorème de Roth, date de 1955. Roth a reçu la médaille Fields en 1958 pour ce résultat.
En 1956, il a établi que les sous-ensembles des entiers de densité positive doivent contenir un nombre infini de progressions arithmétiques de longueur trois, établissant ainsi le premier cas non trivial de ce qui est maintenant connu comme le théorème de Szemerédi. Il a été promu professeur à l’University College en 1961, et a accepté en 1966 une chaire à l’Imperial College, où il est resté jusqu'en 1988.